# Můří deníky
The Moth Diaries je kanadsko-irský filmový horor. Režírovala jej Mary Harronová, která rovněž napsala scénář. Ten je adaptací stejnojmenné knihy od Rachel Klein. Snímek měl premiéru 6. září roku 2011 na Benátském filmovém festivalu. Děj filmu je vyprávěn z pohledu šestnáctileté dívky Rebeccy (Sarah Bolger). Prostřednictvím jejích deníkových zápisů se příběh dostane k postavě jménem Ernessa (Lily Cole). Autorem originální hudby k filmu je Lesley Barber.